# 大魚奇譚
《大魚奇譚》（韓語：슈퍼피쉬）是韓國放送公社製作的自然紀錄片，講述魚類與人類之間的關係。節目於2012年8月18日起逢星期六、日晚9時40分於KBS第1頻道播放，共5集，由金錫勳擔任旁白。
香港無綫電視高清翡翠台亦於2013年7月7日起逢星期日晚7時播放本節目的第1至4集，旁白為蘇強文及陳欣。

## 每集內容
- 第1集：
- 第2集：
- 第3集：
- 第4集：
- 第5集：

## 外部連結
- KBS官方網頁
- 香港無綫電視《大魚奇譚》節目網頁（页面存档备份，存于）